# William M. Chase, N. A.
William M. Chase, N. A. este o pictură în ulei realizată de pictorul american impresionist John Singer Sargent în 1902, aflată acum la Metropolitan Museum of Art din New York.
Subiectul portretului, William Merritt Chase, a fost un pictor american, cunoscut ca un exponent al impresionismului și ca un important profesor de artă din New York. Literele N. A. indică alegerea sa în National Academy of Design din New York. Pictura a fost comandată de un grup de elevi, care ulterior au strâns banii pentru a-l plăti pe Sargent pentru expunerea lucrării.